# Gayam (Gayam)
Gayam is een bestuurslaag in het regentschap Sumenep van de provincie Oost-Java, Indonesië. Gayam telt 3771 inwoners (volkstelling 2010).